# Larisa Lazoetina
Larisa Jevgenjevna Lazoetina  (Russisch: Лариса Евгеньевна Лазутина), geboren als Larisa Jevgenjevna Ptitsyna (Птицына) (Kondopoga, 1 juni 1965), is een voormalig Russisch langlaufster. Haar grootste successen behaalde ze tijdens de Olympische Spelen van 1998 in Nagano, waar ze drie gouden, een zilveren en een bronzen medaille haalde. Haar carrière eindigde vier jaar later in Salt Lake City in mineur toen ze na een positieve dopingtest de daar behaalde medailles, waaronder opnieuw een gouden, weer moest inleveren.

## Resultaten

### Olympische Spelen
| Jaar | Plaats         | Resultaten                                                                         |
| ---- | -------------- | ---------------------------------------------------------------------------------- |
| 1992 | Albertville    | 4x5 km estafette · 7e 5 km · 8e 10 km achtervolging · 5e 30 km                     |
| 1994 | Lillehammer    | 4x5 km estafette · 6e 5 km · 4e 10 km · 5e 15 km                                   |
| 1998 | Nagano         | 5 km · 10 km achtervolging · 4x5 km estafette · 15 km · 30 km                      |
| 2002 | Salt Lake City | dsq 30 km achtervolging (was ) · dsq 15 km (was ) · dsq 10 km achtervolging (was ) |

### Wereldkampioenschappen
| Jaar | Plaats      | Resultaten |
| ---- | ----------- | ---------- |
| 1987 | Oberstdorf  |            |
| 1993 | Falun       |            |
| 1995 | Thunder Bay |            |
| 1997 | Trondheim   |            |
| 1999 | Ramsau      |            |
| 2001 | Lahti       |            |

1964: Klavdija Bojarskich ·
1968: Toini Gustafsson ·
1972: Galina Koelakova ·
1976: Helena Takalo ·
1980: Raisa Smetanina ·
1984: Marja-Liisa Hämäläinen ·
1988: Marjo Matikainen ·
1992: Marjut Lukkarinen ·
1994: Ljoebov Jegorova ·
1998: Larisa Lazoetina
1952: Lydia Wideman ·
1956: Ljoebov Kosireva ·
1960: Maria Goesakova ·
1964: Klavdija Bojarskich ·
1968: Toini Gustafsson ·
1972: Galina Koelakova ·
1976: Raisa Smetanina ·
1980: Barbara Petzold ·
1984: Marja-Liisa Hämäläinen ·
1988: Vida Vencienė ·
1992: Ljoebov Jegorova ·
1994: Ljoebov Jegorova ·
1998: Larisa Lazoetina ·
2002: Bente Skari ·
2006: Kristina Šmigun ·
2010: Charlotte Kalla ·
2014: Justyna Kowalczyk ·
2018: Ragnhild Haga ·
2022: Therese Johaug
1992: Ljoebov Jegorova ·
1994: Ljoebov Jegorova ·
1998: Larisa Lazoetina ·
2002: Beckie Scott ·
2006: Kristina Šmigun ·
2010: Marit Bjørgen ·
2014: Marit Bjørgen ·
2018: Charlotte Kalla ·
2022: Therese Johaug
1956: Polkunen, Hietamies, Rantanen ·
1960: Johansson, Strandberg, Ruthström ·
1964: Koltsjina, Meksjilo, Bojarskich ·
1968: Aufles, Enger-Damon, Mørdre ·
1972: Moechatsjeva, Oljoenina, Koelakova ·
1976: Baldytsjeva, Amosova, Smetanina, Koelakova ·
1980: Rostock, Anding, Hesse-Schmidt, Petzold ·
1984: Nybråten, Jahren, Pettersen, Aunli ·
1988: Nagejkina, Gavriljoek, Tichonova, Reztsova ·
1992: Jegorova, Välbe, Smetanina, Lazoetina ·
1994: Jegorova, Välbe, Gavriljoek, Lazoetina ·
1998: Lazoetina, Danilova, Gavriljoek, Välbe ·
2002: Henkel, Bauer, Künzel, Sachenbacher ·
2006: Baranova, Koerkina, Tsjepalova, Medvedeva ·
2010: Skofterud, Johaug, Steira, Bjørgen ·
2014: Ingemarsdotter, Wikén, Haag, Kalla ·
2018: Østberg, Jacobsen, Haga, Bjørgen ·
2022: Stoepak, Neprjajeva, Sorina, Stepanova